# أندرياس هارتمان
أندرياس هارتمان هو متزحلق نوردي مزدوج سويسري، ولد في 29 يناير 1980 في Cham, Switzerland ‏ في سويسرا.

## وصلات خارجية
- أندرياس هارتمان على موقع الاتحاد الدولي للتزلج (التزلج النوردي المزدوج) (الإنجليزية)
- أندرياس هارتمان على موقع أوليمبيديا (الإنجليزية)